# Chrysavgí (La Canée)
Chrysavgí, en grec moderne : Χρυσαυγή, est un village du dème de Plataniás, en Crète, en Grèce. Selon le recensement de 2011, la population de Chrysavgí compte 161 habitants. Le village est situé à une altitude de 160 m.